# Ladislava Gažiová
Ladislava Gažiová, někdy uváděná jako Laďa Gažiová (* 16. listopadu 1981, Spišská Nová Ves, Slovensko) je slovenská malířka, intermediální umělkyně, kurátorka a romská aktivistka žijící (přibližně od roku 2000) a tvořící v Praze. Od roku 2005 je řazena mezi výrazné osobnosti české a slovenské výtvarné scény.

## Život

### Rodina

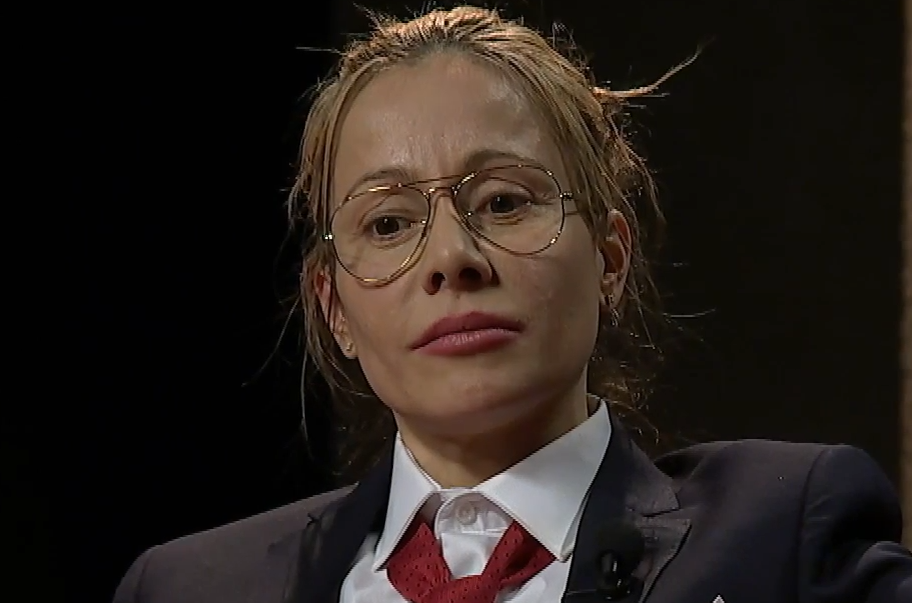
Její sestra Lucia Klein Svoboda

Ladislava Gažiová se narodila jako Laďa Gažiová 16. listopadu 198] na východním Slovensku ve Spišské Nové Vsi. Její matkou je docentka psychologie a soudní znalkyně Mária Gažiová. Ladislava má starší sestru, která se jmenuje Lucia Klein Svoboda (* 1979).

### Studia
V letech 1996 až 2000 navštěvovala Školu užitkového výtvarníctva v Košicích, obor keramika–porcelán. V následujících dvou letech (2000 až 2002) absolvovala obor malba na Fakultě umění na Technické univerzitě v Košicích, kde studovala pod vedením slovenského akademického malíře a pedagoga Adama Szentpéteryho (* 1956). Na Akademii výtvarných umění v Praze (AVU) pokračovala v rozmezí let 2002 až 2003 ve studiu malby (ateliér Malba II) pod vedením malíře, autora objektů a pedagoga Vladimíra Skrepla (* 1955). Svoje pražská studia završila v letech 2003 až 2008 absolvováním oboru intermediální konfrontace na Vysoké škole uměleckoprůmyslové v Praze (VŠUP) – ateliér konceptuální a intermediální pod vedením malíře, intermediálního umělce a pedagoga Jiřího Davida (* 1956). V roce 2024/2025 dokončuje MgA. Ladislava Gažiová doktorát na pražské AVU, ve své doktorandské práci se věnuje tématu Romského umění v Čechách a na Slovensku od roku 1945 po současnost a příčinám jeho (ne)existence.

### Další aktivity

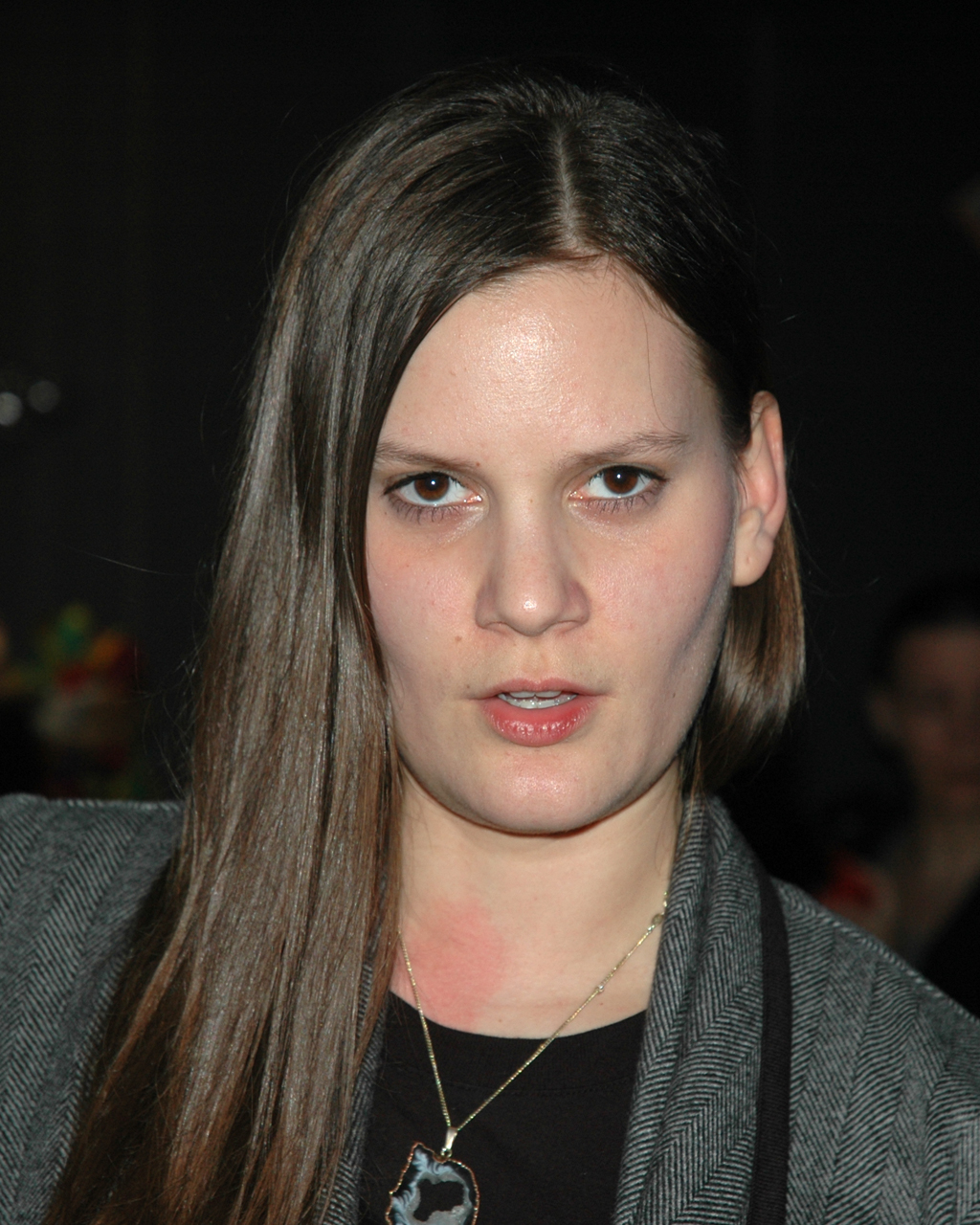
Anežka Hošková

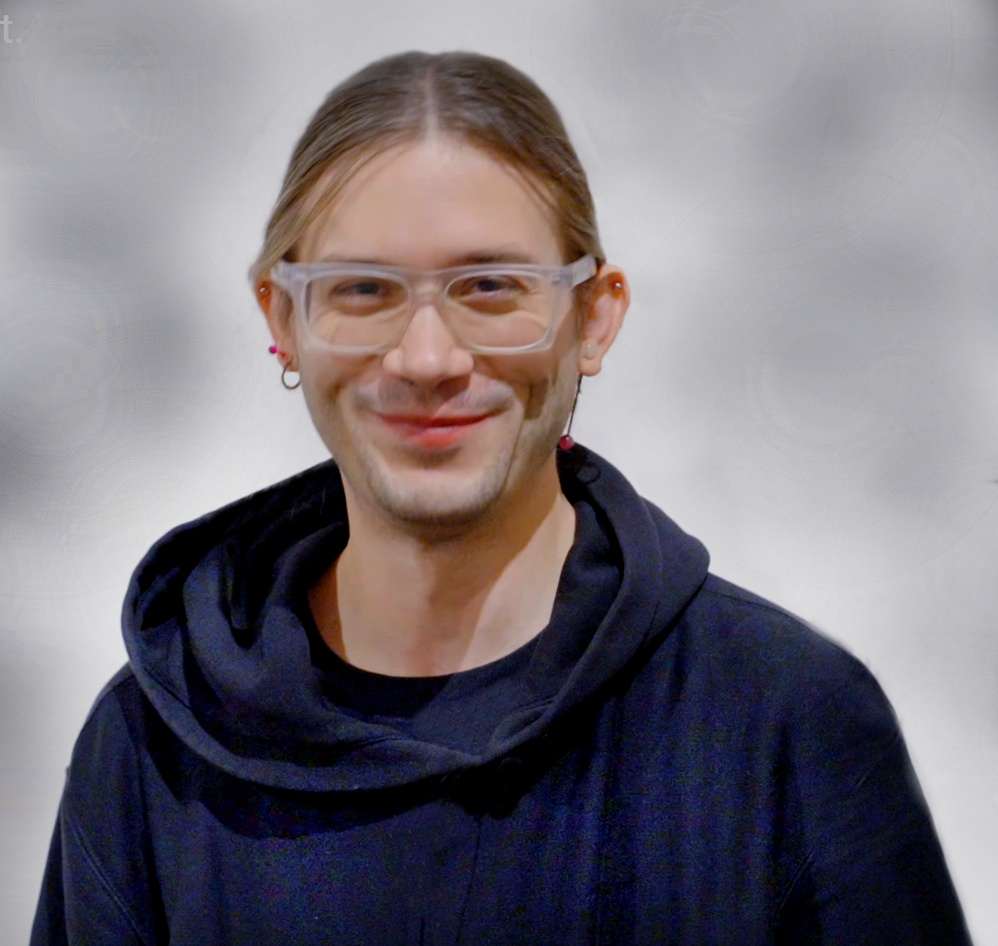
Jakub Hošek

Po svém příchodu do Prahy (kolem roku 2000) byl její styl tvorby (malby) ovlivněn spoluprací se sourozeneckou dvojicí (Indie Twins) tvořenou Anežkou Hoškovou a Jakubem Hoškem. V jejím díle se (mimo jiné) odráží také estetika hudební americké nezávislé scény. Gažiová sama hudbu aktivně provozuje, hraje na bicí soupravu ve dvou hudebních tělesech. Aktivně spolupracuje s romskými organizacemi a vede výtvarné kurzy pro romské děti.

### Knihovna
Ladislava Gažiová inicializovala v roce 2018 vznik romské knihovny shromažďující literární díla romského etnika z lokalit napříč Evropou. V knihovně je k dispozici i literatura zaměřená na emancipaci dalších utlačovaných etnik, národů a kultur. Knihovna pojmenovaná po romském účastníku II. odboje Josefu Serinkovi (tedy Knihovna Josefa Serinka) se nachází na sídlišti Chanov v Mostě a funguje za podpory spolku Aver Roma.

## Charakter tvorby
V obrazech Ladislavy Gažiové dochází k prolnutí a splynutí kultury z několika prostředí: postkonceptuálního umění, streetartové scény a romského etnika. Začínala komiksovými obrazy a videem a následně přešla na techniku sprejové malby (v ranějších dílech vychází z graffiti). Aplikuje kombinovanou graffiti techniku přestříkávání šablon na obraz s podkladovou malbou. Podkladové plátno nechává nepomalované aby na diváka mohla plně působit jeho přírodní syrová struktura (zdůrazněná absencí malby). Její tvorba je inspirována street artem a také (zjevně) i komiksem. V hororové nebo parodické formě se v námětech jejích obrazů objevuje násilí, někdy ztvárněné jako „dětský projev“ nebo v naivní (insitní) formě.[zdroj?]
Pro své obrazy čerpá inspiraci z běžných situací kolem sebe a výtvarně je zpracovává v návaznosti na svoji předešlou tvorbu. Širší (většinou současná) témata zpracovává znakově a s využitím metafor nakomponovaných do různých souvislostí, fyzicky pak tvoří s šablonami a spreji tak, že jednotlivé vrstvy díla si předem důsledně plánuje.
Témata sociálněpolitická se zjevně materializují v autorčiných motivech (teroristické útoky v Moskvě a Beslanu, rasová a genderová problematika, vraždy a sebevraždy). Závažné a ponuré výjevy jsou kompenzovány poetickým charakterem malby nebo odkazy k popkultuře. Inspirace ornamentalismem a estetikou romské komunity na východním Slovensku je v jejím díle patrná.
Gažiová se ve své tvorbě dotýká bolavých témat naší minulosti i současnosti a umí být nesmlouvavě přímočará i politicky angažovaná. Přestože pracuje s výraznou zkratkou a zjednodušením, dovede rozehrávat mnohovrstevnaté příběhy, které se zabývají tématy sociálního vyloučení, války i terorismu.
Šéfkurátor Musea Kampa Jan Skřivánek, O tvorbě Ladislavy Gažiové, rok 2025, 
Atmosféra pocitu, který má obraz vizuálně navodit je často spojena s nějakým reálným motivem (a jeho barevností či tvarem), například s předmětem komunikace (stůl, krabice, antény nebo dráty), figurou nebo s jen naznačeným („nedovysloveným“) prostředím (místnost, příroda). Obecně lidské postoje a zkušenosti vystupující v podobě emocí z jejích (mnohdy posmutnělých) obrazů se lehce dostávají do vědomí diváka. Zamýšlený obsah díla a pracovní technika bývají v souladu a podporují se. V řadě jejích maleb panuje poněkud ponurá atmosféra.
Malířka využívá k navození určitých emocí různé prostředky. Někdy postačuje zavěšený obraz, jindy malba na papíru nebo velká plocha nasprejovaná na zeď výstavní galerie. Gažiová používá s oblibou techniku přesahu (expanze) motivu z plátna obrazu na stěnu galerie, čímž v divákovi působí dojem ukotvení díla v daném místě. Navíc tato forma „pokračování“ (prodloužení) slouží rovněž i k evokaci jistého stupně bezprostřední přítomnosti.

## Ocenění
- V roce 2007 získala v britské umělecké soutěži v Londýně cenu The Sovereign European Art Prize;[2][7]
- V roce 2008 (tj. v roce, kdy skončila úspěšně svoje studium na VŠUP) získala Cenu kritiky za mladou malbu.[2][3] (V roce 2008 byla tato cena nově zavedena.)[14]
- Druhou laureátkou Ceny Medy Mládkové (tou první laureátkou byla česká výtvarnice Eva Koťátková) se stala v září 2024,[14][7] kdy nezávislá odborná porota Muzea Kampa ocenila nejen její osobitý malířský projev, ale i její kurátorskou činnost.[5] (Cena Medy Mládkové je určena jako forma ocenění výrazných autorů střední generace.)[14]

## Kurátorství
Vedle vlastní tvorby se Ladislava Gažiová věnuje také kurátorské praxi:
- 2005: There are no animals beyond this point: Intermediální a konceptuální atelier Jiřího Davida VŠUP Praha, Galerie Malostranské besedy, Praha;[7]
- 2016: Džas bare dromeha / Jdeme dlouhou cestou / We're Taking the Long Route, Galerie Nevan Contempo, Praha 3;
- 2017/2018: O kosmos hino kalo / Vesmír je černý / The Universe is Black, Místodržitelský palác, Moravská galerie, Brno–město;[14]
- 2021: Manuš (člověk), Kunsthalle Wien;[14]
- 2022: Múzeum prízrakov, Pálffyho palác, Bratislava.[2]

## Výstavy
Ladislava Gažiová vystavovala na desítkách (samostatných i skupinových) výstav jak v České republice tak i v zahraničí. Svoji první samostatnou výstavu měla na podzim roku 2005 (Tralala, Entrance Gallery, Karlin Studios, Praha).

### Samostatné
| Autorské výstavy ... |
| --- |
| - 2005: Laďa Gažiová: Tralala, Entrance Gallery, Karlin Studios, Praha; - 2005/2006: Laďa Gažiová: Žijem v detskej izbe ako mŕtvy pes, Galerie A. M. 180, Praha; - 2006: Galerie Eskort, Temeraf, Brno; - 2007: Laďa Gažiová: Beth Ditto, galerie Altán Klamovka, Praha; - 2007: Laďa Gažiová: I like pizza, Galerie Půda, Jihlava; - 2007: Galerie Klamovka, Beth Ditto, Praha; - 2007: Galeria mesta Blansko, Korneli, si to ty?, Blansko; - 2008: Na červenú stojíš krátko, stojíš celé roky, České centrum, Bukurešť (Rumunsko); - 2008: Ladislava Gažiová: Včera jsem vydezinfikoval celý nebe, Galerie kritiků, Praha; - 2008: Bež, než sa s teba stane jež, Galerie U Bílého jednorožce, Klatovy; - 2009: Laďa Gažiová, Prinz Prager Gallery, Praha; - 2009: Ladislava Gažiová: Keny Arkana, Galerie Dole, Ostrava–město;< - 2009: Laďa Gažiová / Workshop, Entrance Gallery, Karlin Studios, Praha; - 2013: Ladislava Gažiová: Poušť / Wasteland, Fotograf Gallery, Praha; - 2015: Ladislava Gažiová: Pes na střeše, Galerie Vyšehrad (nad Libušinou lázní), Praha; - 2015: Ladislava Gažiová: Když ty nebýt hodný, ty nikdy nebýt jako Tintin / If you aren´t good, you´ll never be lake Tintin, Berlínskej model, Praha; - 2016: Laďa Gažiová: Oblak v kalhotách, Galerie Jelení, Praha 7 - 2025: Ladislava Gažiová: Čekání, Museum Kampa (v prostoru tzv. konírny), Praha. (Výstava maleb převážně z let 2024 až 2025). |

### Skupinové
| Kolektivní výstavy ... |
| --- |
| 2002 až 2005 - 2002: Galéria Malej scény, Košice (Slovensko); - 2003: Ateliér Vladimíra Skrepla, Galeria TU, Košice (Slovensko); - 2004: Istroart, Galeria Medium, Bratislava (Slovensko); - 2004: East Slovak Art, Galerie A. M. 180, Praha; - 2005: Stop násiliu na ženách, Stará tržnica, Bratislava (Slovensko); - 2005: Že je to opravdu strašné, ale ješte horší, Galerie AVU, Praha; - 2005: Criss/Cross, Zámek Skály, Bischofstein (Broumov); 2006 - 2006: Věčné stavy, Karlin Studios, Praha; - 2006: Ladislava Gažiová & Anežka Hošková: Temeraf, Galerie Eskort, Brno–město; - 2006: Melancólia, Galerie NoD, Praha; - 2006: Melancólia 2, Galerie Vysoké školy uměleckoprůmyslové (Galerie Umprum), Praha 1; - 2006: Fuck the guild, Galerie Bastard, Bratislava (Slovensko); - 2006: Ars Poetica, A4, Bratislava (Slovensko); - 2006: Not just one room but many, Galerie AVU, Praha; - 2006: Subkultúra, Mystic skate cup, Praha;/> - 2006: Hot Stuff, Stanica, Žilina (Slovensko); - 2006: Girls Café Prague, Londýn (Velká Británie); 2007 - 2007: Anežka Hošková (host Laďa Gažiová), Galerie mladých, Brno–město; - 2007: Prague Biennale 3: Global and Outsiders: Connecting Cultures in Central Europe, Karlínská hala, Praha; - 2007: Letní Výstava: Obrazy a práce na papíře / Summer Exhibition: Paintings and Works on Paper, Galerie 5. patro, Praha; - 2007: The Collectors: Live Re-Edit (Umění ze sbírky Marek), Dům pánů z Kunštátu, Brno–město; - 2007: Resetting. Jiné cesty k věcnosti / Alternative Ways to Objectivity, Městská knihovna Praha, Praha; - 2007: Rovnosť príležitostí, Galerie C2C, Praha; - 2007: Fragment.cz, Castello di Rivala, Turín (Itálie); - 2007: Skuter II, Tatranská galéria, Poprad (Slovensko); - 2007: Bienále mladého slovenského umenia, Galerie Jána Konkařka, Trnava (Slovensko); - 2007: Muchy sa nechcú spratať do kože, Galerie TU, Košice (Slovensko); - 2007: The Sovereign European Art Price, Club Row, Londýn (Velká Británie); - 2007: Mobility, Haidplatz, Regensburg (Německo); 2008 - 2008: Cena kritiky za mladou malbu pro 15 nominovaných kandidátů do 30 let, Galerie kritiků, Praha; - 2008: Jiří Kovanda: Když jsem byl malej, hrál jsem si holkama, Galerie U Bílého jednorožce, Klatovy; - 2008: Fetish versus Evocation, Hochschule für Bildende Künste Braunschweig (Galerie HFBK), Braunschweig (Německo); - 2008: Ztracený ráj (Paradise Lost), Museum Kampa – Nadace Jana a Medy Mládkových, Praha; - 2008: INTRO 518 TEĎ 69 TEĎ* TEĎ 180 BONUS Q TRACK!, Karlin Studios, Praha; - 2008: Diplomky '08, Vysoká škola uměleckoprůmyslová (od 1945), Praha; - 2008: Maľba 2008, Ministerstvo kultury Slovenské republiky, Bratislava; - 2008: Už stovky let to nebolí, Galerie města Blanska, Blansko; - 2008: Start Point, Galerie U Bílého jednorožce, Klatovy; - 2008: Art in box, Cargo, Budapešť (Maďarsko); - 2008: Resetting, Galerie Městské knihovny v Praze; 2009 až 2010 - 2009: Už stovky let to nebolí, Galerie Šternberk, Šternberk (Olomouc); - 2009: Spectator novus Praha - Paris, Galerie kritiků, Praha; - 2009: V. Zlínský salon mladých / 5th Zlín Youth Salon 2009, Dům umění, KGVU, Zlín; - 2009: White Paper, Black Bride / Prague Biennale 4 / Prague Biennale Photo 1, Karlínská hala, Praha; - 2009: Spectator novus Praha - Paris, La Générale en Manufacture, Paříž (Francie); - 2009: Hráči, Galerie moderního umění, Hradec Králové; - 2009: Bienále mladého umenia, Galerie Jána Koniarka, Trnava (Slovensko); - 2009/2010: Pozitivní dezorientace, Oblastní galerie Vysočiny v Jihlavě, Jihlava; - 2009/2010: Hráči, Wortnerův dům Alšovy jihočeské galerie, České Budějovice; - 2009/2010: Oko a srdce. Sbírka Jiří Štarha, Galerie Šternberk, Šternberk (Olomouc); - 2010: Pozitivní dezorientace, Wortnerův dům Alšovy jihočeské galerie, České Budějovice; - 2010: 7. bienále mladého umění Zvon 2010, Dům U Kamenného zvonu, Praha; - 2010/2011: Přírůstky do sbírek Alšovy jihočeské galerie v Hluboké nad Vltavou v období 2000 - 2010, Alšova jihočeská galerie v Hluboké nad Vltavou (AJG), Hluboká nad Vltavou (České Budějovice); 2011 až 2023 - 2011: Duše krajiny, duch místa, Galerie U Betlémské kaple, Praha; - 2011: Ministerstvo školství varuje: Segregace vážně škodí vám i lidem ve vašem okolí, Praha; - 2011: ObraSKov - současná slovenská malba, Wannieck Gallery, Brno–město; - 2012: ObraSKovo nanovo: Súčasná slovenská maľba, Tatranská galéria, Poprad; - 2012: Současná česká malba / Contemporary Czech Painting, Galerie Národní technické knihovny (Galerie NTK), Praha; - 2015: Okamžik medvěda, etc. galerie, Praha 2; - 2016: (Re)conceptualizing Roma Resistance, Goethe-Institut Prag, Praha; - 2017: Czechoslovakia: A Critical Reader, Gandy Gallery, Bratislava; - 2018/2019: Salm Modern #1: Možnosti dialogu / Dimensions of Dialogue / Möglichkeiten des Dialogs, Salmovský palác, Praha; - 2020: Signál I, Telegraph Gallery, Olomouc; - 2021: Život, smrť, láska a spravodlivosť, tranzit.sk, Bratislava; - 2021/2022: Muzeum přízraků, Display, sdružení pro výzkum a kolektivní praxi (Display Gallery), Praha; - 2022: Být někdo jiný, někde jinde, někdy jindy, Sportovní centrum Erpet Smíchov, Praha; - 2022/2023: Naťuknout špičku vejce: Kolumbus jindy a dnes, Galerie moderního umění, Hradec Králové; - 2023: Zlínský salon (Dům umění II: Trienále současného umění), Budova 61 továrního areálu, Zlín; |

## Zastoupení ve sbírkách
- Wannieck gallery, Brno (sbírka Richarda Adama);[7][p. 2]
- Muzeum romské kultury, Brno;
- Sbírka Zdeňka Marka.[7][p. 3]